# Zwirtzschen
Zwirtzschen ist ein Ortsteil der Gemeinde Seelingstädt im Landkreis Greiz in Thüringen.

## Lage
Der Ortsteil liegt an der Bundesstraße 175 und an einem Absetzbecken des ehemaligen Aufbereitungswerkes für Uranerz AB102 der Wismut AG in einem ehemaligen Ackerbaugebiet.

## Geschichte
Am 4. Oktober 1209 wurde der Ort erstmals urkundlich genannt. 80 Personen leben im Ortsteil (Stand: 2012).